# Blauburger
Blauburger je středně pozdní moštová odrůda révy vinné (Vitis vinifera), používaná k výrobě červených vín. Odrůda byla vyšlechtěna v roce 1923 ve Spolkovém ústavu pro vinařství a ovocnářství v rakouském Klosterneuburgu. Odrůdu vyšlechtil Fritz Zweigelt křížením odrůd Modrý Portugal (Portugieser blau) a Frankovka (Blaufränkisch).

## Popis
Réva vinná (Vitis vinifera) odrůda Blauburger je jednodomá dřevitá pnoucí liána, dorůstající v kultuře až několika metrů. Kmen tloušťky až několik centimetrů je pokryt světlou borkou, která se loupe v pruzích. Úponky révy jsou středně dlouhé, umožňují této rostlině pnout se po pevných předmětech. Růst je středně bujný se vzpřímenými až polovzpřímenými letorosty. Vrcholky letorostů jsou otevřené, středně silně pigmentované antokyaniny, zelené s jemným bronzovým nádechem, slabě pavučinovitě ochmýřené až takřka lysé. Internodia a nodia jsou zelená s bronzově červenými pruhy až bronzovočerveně zbarvená, takřka bez ochmýření, pupeny jsou středně silně pigmentované antokyaniny. Mladé lístky jsou zelené s bronzovými skvrnami, slabě pigmentované antokyaniny, takřka lysé. Jednoleté réví je eliptického průřezu, rýhované, žlutavě hnědé.
List je středně velký, okrouhlý až pentagonální, tří- až pětilaločnatý s mělkými výkroji, na líci sytě zelený, jemně síťovitě vrásčitý, slabě zvlněný, středně silně puchýřnatý, na rubu jemně plstnatý až ochlupený, okraj listu je tupě zoubkovaný. Řapíkový výkroj je lyrovitý, otevřený až mírně překrytý s průsvitem, většinou s ostrým, ale někdy se zaobleným dnem, řapík je kratší než medián listu, načervenalý, žilnatina listu je obrvená, v oblasti napojení řapíku je na rubu slabě pigmentovaná antokyaniny. Listy se na podzim zbarvují červenooranžově až tmavočerveně.
Oboupohlavní pětičetné květy v hroznovitých květenstvích jsou žlutozelené, samosprašné. Hrozny jsou středně velké až velké (146 g, 14–18 cm), válcovitě-kuželovité a husté, občas s křidélky, s delší (5–7 cm), průměrně lignifikovanou stopkou, bobule jsou středně velké až velké (14–20 mm, 2 g), okrouhlé, černomodré, silně ojíněné, se silnou a pevnou slupkou, dužina je šťavnatá a rozplývavá, nezbarvená, plné, neutrální chuti. Stopečky bobulí jsou krátké, obtížně oddělitelné.

## Původ a rozšíření
Blauburger je středně pozdní, moštová odrůda révy vinné (Vitis vinifera). Byla vyšlechtěna roku 1923 bývalým ředitelem vinařské školy a vinařského ústavu (HBLAuBA) v rakouském Klosterneuburgu, Fritzem Zweigeltem, křížením odrůd Modrý Portugal (Portugieser blau) a Frankovka (Blaufränkisch).
V Rakousku byla odrůda pěstována roku 2009 na 903 hektarech, což činí 2 % rozlohy rakouských vinic. Celá polovina osazených ploch se nachází v regionu Niederösterreich (Dolní Rakousko), čtvrtina je potom v regionu Burgenland. Menší plochy vinic jsou též v Maďarsku, na Novém Zélandu, kde se nachází cca 20 ha, v Německu bylo roku 2004 necelých 5 ha.
Ve Státní odrůdové knize České republiky byla odrůda zapsána roku 2011. Vinařský zákon povoloval u nás z této odrůdy vyrábět víno v kategorii zemských vín (byla uvedena ve vyhlášce č. 437/2005 Sb.), nicméně ve vyhlášce č. 323/2004 Sb. po novele vyhláškou č. 28/2010 Sb. již mezi odrůdami, ze kterých je dovoleno vyrábět zemská vína, není uvedena.
V poslední době se vína z odrůdy Blauburger objevují i v ČR, zejména na oblastních výstavách na Moravě. Pokusná výsadba byla nedávno provedena ve vinohradech vinařství Mikrosvín Mikulov v Dolních Dunajovicích.

## Název
Název odrůdy je složený ze slov „blau“ (modrý) a „burger“ (ve významu „pocházející z Klosterneuburgu“). Pracovní názvy odrůdy jsou Klosterneuburg 181-2 či Zweigeltrebe 181-2.

## Pěstování
Mrazuodolnost je střední až nižší, odrůda někdy trpí zasycháním třapiny. Hodí se pro většinu vedení, snáší dobře i krátký řez, vhodné jsou podnože SO-4, T 5C, 125 AA i K 5BB. Výnosy jsou vyšší, 9–14 t/ha při cukernatosti moštu 17–19 °NM (v Německu 75–90 °Oe) a aciditě 8–10 g/l.

### Fenologie
Rašení je středně pozdní až pozdní, stejně jako doba květu, sklizňové zralosti dosahuje tato středně pozdní odrůda koncem září až v polovině října.

### Choroby a škůdci
Odolnost k houbovým chorobám je obecně průměrná, zvýšená náchylnost je k padlí révovému (Uncinula necator), plísní révovou (Plasmopara viticola) odrůda příliš netrpí, velmi dobře odolává plísni šedé (Botrytis cinerea).

### Poloha a půdy
Odrůda není příliš náročná na půdy, vyžaduje střední až lepší polohy, snáší i půdy s vyšším obsahem vápníku.

## Víno
Odrůda poskytuje vína neutrálního typu, hluboké tmavočervené barvy s černým odstínem, sametová, bohatá na extrakt a obsah alkoholu, ale s nižší aciditou a nižším obsahem taninů, s příjemným, nevtíravým buketem, připomínajícím vína odrůdy Frankovka. Jsou vhodná pro zrání v nových dubových sudech typu barrique, ale rychle vyzrávají a nejsou příliš vhodná k delší archivaci. Typická odrůdová vína mají v aroma červené bobulové ovoce.
Vína z hroznů, pěstovaných v nepříliš výhodných polohách či z neredukovaných výnosů mohou být nevýrazná, proto je Blauburger nejčastěji používán jako barvířka pro povýšení barvy různých cuvée červených vín.

### Multimédia
- Ing. Radek Sotolář : Multimediální atlas podnožových, moštových a stolních odrůd révy, Mendelova zemědělská a lesnická universita Brno, zahradnická fakulta v Lednici
- Martin Šimek : Encyklopédie všemožnejch odrůd révy vinné z celýho světa s přihlédnutím k těm, co již ouplně vymizely, 2008–2012